# Departamento Salavina
Salavina es un departamento en la provincia de Santiago del Estero (Argentina), atravesado de noroeste a sudeste por el Río Dulce. Limita al noroeste con el departamento Atamisqui, al noreste con el departamento Avellaneda, al este con el departamento Aguirre, al sur con el departamento Mitre y al oeste con el departamento Quebrachos.

## Límites
La ley provincial N° 353, que fue sancionada el 11 de noviembre de 1911, dividió el territorio de la provincia en departamentos, estableciendo los siguientes límites para el Departamento Salavina:

El actual Departamento Salavina se divide en dos partes por una línea que corre de Oeste a Este por el lugar denominado Taco – Isla, y la parte septentrional conservará sus antiguos límites y el nombre de Salavina.
 Este Departamento comprende los lugares denominados Sabagasta y Barrancas, marcados en el mapa oficial como de Atamisqui.
 La Capital es la Villa Salavina.

## Distritos
La ley provincial que fue sancionada el 3 de agosto de 1887 dividió el territorio del departamento entre los distritos de: Salavina, Taruca Pampa, Cerrillos, Beron, Anga, Navarro, Fuerte Esperanza, Gerra, Saladillo, Sabagasta, Bajada, Salinas. La asignación de localidades a cada distrito fue asignada al Poder Ejecutivo.
La ley provincial N° 260, que fue sancionada el 19 de agosto de 1910, dividió el territorio del departamento entre los siguientes distritos:
- Salavina
- Cerrillo
- Malota
- Verón
- Navarro
- Salinas
- Saladillo del Rosario
- Saladillo
- Chira
- Sabagasta
- Bajada

## Localidades
- Carreta Paso
- Chilca Juliana
- Chinuna (Sabagasta)
- Los Telares
- Sabagasta
- Villa Salavina
- Anga
- Barrancas
- Los Cerrillos
- Malota
- Mistol Pozo
- Paso de Oscares
- Puente del Saladillo
- Rubia Paso
- Santa Lucía
- Sitkioj (Sabagasta)
- Verón
- Yacu Hurmana

- Asingasta : paraje que se encuentra a 33 km de la ciudad de los Telares, que limita al oeste con el paraje de Polvareda, al sur con el paraje de Chira, al este con el paraje de Oratorio y al norte con el paraje del Troncal. Cuenta con un puesto sanitario.

### Sismos de Santiago del Estero
El 1 de enero de 2011 (14 años), 21 de febrero y el 2 de septiembre de 2011, varias extensas áreas fueron epicentro de sismos de 7,0; 5,9; y 6,9 grados en la escala de Richter, aunque sin causar daños ni víctimas, pues se registraron a profundidades de 600 km; y los movimientos telúricos llegaron a sacudir edificios altos en varias provincias, incluyendo la ciudad de Buenos Aires.

#### Sismicidad
La sismicidad del área de Santiago del Estero es frecuente y de intensidad baja, y un silencio sísmico de terremotos medios a graves cada 40 años.
- El 4 de julio de 1817 (207 años), sismo de 1817 de 7,0 Richter, con máximos daños reportados al centro y norte de la provincia, donde se desplomaron casas y se produjo agrietamiento del suelo, los temblores duraron alrededor de una semana. Se estimó una intensidad de VIII grados Mercalli. Hubo licuefacción con grandes cantidades de arena en las fisuras de hasta 1 m de ancho y más de 2 m de profundidad. En algunas de las casas sobre esas fisuras, el terreno quedó cubierto de más de 1 dm de arena.[8][9]

Aunque la actividad geológica ocurre desde épocas prehistóricas, el sismo del 20 de marzo de 1861 (163 años) señaló un hito importante dentro de la historia de eventos sísmicos argentinos ya que fue el más fuerte registrado y documentado en el país. A partir del mismo la política de los sucesivos gobiernos provinciales y municipales han ido extremando cuidados y restringiendo los códigos de construcción. Pero solo con el terremoto de San Juan del 15 de enero de 1944 (81 años) los Estados provinciales tomaron real estado de la gravedad sísmica de la región.